# Pinnotheroidea
Pinnotheroidea là danh pháp khoa học của một liên họ cua. Trước năm 2009 nó chỉ bao gồm 1 họ là Pinnotheridae, nhưng sau đó được bổ sung thêm họ Aphanodactylidae Ahyong & Ng, 2009, tách ra từ Pinnotheridae nghĩa rộng.